# 랜돌프 처칠
랜돌프 프레드릭 에드워드 스펜서 처칠(영어: Randolph Frederick Edward Spencer Churchill, 1911년 5월 28일 ~ 1968년 6월 6일)은 영국의 언론인, 작가, 정치인이다.
미래의 영국 수상 윈스턴 처칠과 그의 아내 클레멘타인의 유일한 아들인 랜돌프는 비록 그들의 관계가 말년에 껄끄러워졌지만 그는 그의 아버지의 정치적 계승자로 간주하도록 자랐다. 1930년대에, 그는 여러 차례 의회 의원직에 낙선했고, 그의 아버지를 당황하게 만들었다. 그는 1940년 프레스턴 보궐선거에서 프레스턴의 보수당 의원으로 선출되었다. 제2차 세계 대전 동안, 그는 북아프리카의 SAS와 유고슬라비아의 티토의 빨치산들과 함께 일했다. 랜돌프는 1945년에 그의 자리를 잃었고 다시는 의회 의원으로 재선되지 못했다. 정치에서 그의 성공적이지 못했음에도 불구하고, 랜돌프는 작가와 저널리스트로서 성공적인 직업을 즐겼다. 1960년대에, 그는 그의 아버지의 공식적인 삶의 첫 두 권을 썼다.
랜돌프는 결혼을 했고 두 번 이혼을 했다. 그의 첫 번째 부인은 파멜라 디그비(훗날 해리먼)였고, 그들의 아들 윈스턴은 나중에 보수당 의원이 되었다. 그의 일생 동안, 랜돌프는 무례한 음주 행동으로 평판이 나있었다. 1960년대까지, 그의 건강은 수년간의 과음으로 인해 무너졌고, 그는 그의 아버지보다 겨우 3년 더 오래 살았다.